# Telgte
Telgte er en by i Tyskland i delstaten Nordrhein-Westfalen med cirka 20.000 indbyggere. Den ligger i kreisen Warendorf, cirka 10 km øst for Münster og 15 km vest for Warendorf.